# Machimus portosanctanus
Machimus portosanctanus là một loài ruồi trong họ Asilidae. Machimus portosanctanus được Cockerell miêu tả năm 1921. Loài này phân bố ở vùng Cổ Bắc giới.